# Grupo 9 de la Clasificación de UEFA para la Copa Mundial de Fútbol de 1958
El Grupo 9 de la Clasificación de UEFA para la Copa Mundial de Fútbol de 1958 contó con la participación de Escocia, España y Suiza; los cuales se enfrentaron entre sí a ida y vuelta para definir una de las 9.5 plazas de UEFA para la Copa Mundial de Fútbol de 1958 a celebrarse en Suecia.

## Posiciones
| Pos. | Equipo  | Pts. | PJ | G | E | P | GF | GC | Dif. | Clasificación             |
| ---- | ------- | ---- | -- | - | - | - | -- | -- | ---- | ------------------------- |
| 1    | Escocia | 9    | 4  | 3 | 0 | 1 | 10 | 9  | +1   | Clasificado a Suecia 1958 |
| 2    | España  | 7    | 4  | 2 | 1 | 1 | 12 | 8  | +4   |                           |
| 3    | Suiza   | 1    | 4  | 0 | 1 | 3 | 6  | 11 | −5   |                           |

 Fuente: FIFA

## Resultados
| 10-3-1957 | España                    | 2 – 2   | Suiza       | Madrid, España    |                   |
|           | Suárez 30' · González 48' | Reporte | Hügi 6' 67' | Árbitro(s): Erich | Árbitro(s): Erich |

| 8-5-1957 | Escocia                              | 4 – 2   | España                  | Glasgow, Escocia  |                   |
|          | Mudie 22' 70' 79' · Hewie 41' (pen.) | Reporte | Suárez 19' · Kubala 28' | Árbitro(s): Dusch | Árbitro(s): Dusch |

| 19-5-1957 | Suiza             | 1 – 2   | Escocia              | Basel, Suiza        |                     |
|           | R. Vonlanthen 13' | Reporte | Mudie 33' · Ring 71' | Árbitro(s): Seipelt | Árbitro(s): Seipelt |

| 26-5-1957 | España                                   | 4 – 1   | Escocia   | Madrid, España    |                   |
|           | Mateos 11' · Kubala 33' · Basora 60' 87' | Reporte | Smith 79' | Árbitro(s): Leafe | Árbitro(s): Leafe |

| 6-11-1957 | Escocia                               | 3 – 2   | Suiza                        | Glasgow, Escocia  |                   |
|           | Robertson 29' · Mudie 52' · Scott 70' | Reporte | Riva 35' · R. Vonlanthen 79' | Árbitro(s): Leafe | Árbitro(s): Leafe |

| 24-11-1957 | Suiza        | 1 – 4   | España                              | Lausanne, Suiza     |                     |
|            | Ballaman 61' | Reporte | Kubala 19' 72' · Di Stéfano 24' 55' | Árbitro(s): Alsteen | Árbitro(s): Alsteen |